# Antoine Hector Thésée Treuille de Beaulieu
Pour les articles homonymes, voir Beaulieu.
Antoine Hector Thésée Treuille de Beaulieu né à Lunéville le 7 mai 1809, mort à Paris le 24 juillet 1886, est un polytechnicien, artilleur et inventeur auquel on doit certains progrès de l'armement, notamment le mousqueton Treuille de Beaulieu et la machine à rayer les canons.  

## Éléments biographiques

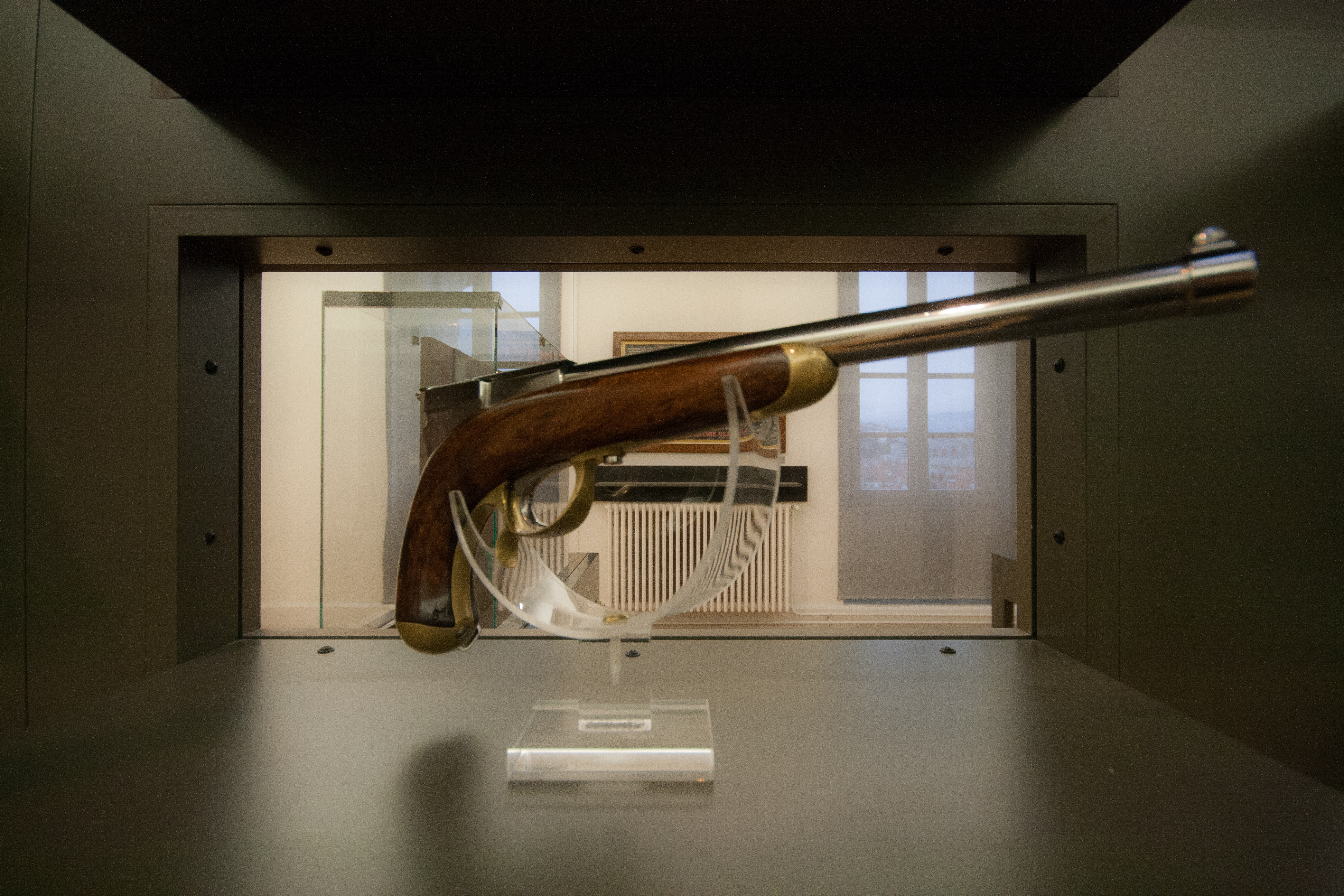
Pistolet Treuille-de-Beaulieu 1854
Fabriqué spécialement pour les cent-gardes, il ne fut jamais utilisé

Son père, Jean Pierre Treuille, baron de Beaulieu, était colonel des dragons ; il était marié à la toute jeune Marie Anne Schultz, de Sélestat. Après des études à l'École polytechnique où il est reçu en 1829, il fait carrière dans l'artillerie où il est successivement lieutenant (1833), capitaine (1840), lieutenant-colonel (1857), colonel (1859) et général de brigade (1867). 
Il s'intéresse principalement aux armements, et ses innovations lui valent d'être détaché à la manufacture d’armes de Châtellerault (1840), puis après une période de retour au service, à l’atelier de précision du comité de l’artillerie (1851). 
On lui doit le fusil des Cent-gardes ou mousqueton Treuille de Beaulieu et les premières bouches à feu en acier à canon rayé, éléments de base de la réforme de l'artillerie connue sous le nom de système Lahitte (1858). Il participe à l'élaboration du fusil Modèle 1866 ou Chassepot.

## Ouvrages
- Armes de guerre portatives, Imprimerie de P. Dupont, Paris, 1867

## Littérature
Sa notoriété du moment lui valut d'être cité par Jules Verne dans son roman De la Terre à la Lune comme étant une référence en matière de conception d'arme : « Les Armstrong, les Pallisser et les Treuille de Beaulieu n’eurent plus qu’à s’incliner devant leurs rivaux d’outre-mer. »